# Carl Jacob Callmander
Carl Jacob Callmander, född 14 februari 1814 i Stockholm, död 19 februari 1864 i Örebro, var en svensk präst och målare.
Han var son till kassören Per Jacob Callmander och Anna Sofia Eckhoff och gift med Sofia Amalia Schmidt samt far till Reinhold Callmander.
Callmander var konrektor i Örebro och kyrkoherde i Ekers församling 1855 och från 1863 kyrkoherde i Stigtomta församling. Vid sidan av sitt arbete var han verksam som konstnär. 